# 台北異想
《台北異想》，是由八位台灣新銳導演（鄭芬芬、鈕承澤、許榕容、程孝澤、李啟源、陳映蓉、安哲毅、李康生）分別透過八部劇情短片，接力展開台北市一天的各種觀察、詮釋與想像。

## 段落

### 晨之美（Share the Morning）[1]
- 演員：

賴雅妍 飾 賴雅妍
吳中天 飾 吳中天
萬　芳 飾 路人甲
陳幼芳 飾 陳文茜
謝瓊煖 飾 賣早餐婦人
- 編劇導演：鄭芬芬
- 製作人：陳希聖
- 攝影師：王順民
- 美　術：鄭宏
- 收音師：廖祺華
- 燈光師：蔡振達
- 剪　接：郭愷儒
- 成　音：鍾貴銘
- 音　樂：盧廣仲“早安，晨之美！”

### 那個夏天的小出走（Just a Little Run）[2]
- 演員：

李冠毅 飾 小宇
丘芹銓 飾 萱
丁　寧 飾 萱媽
周明璟 飾 小阿姨
- 導　演：鈕承澤
- 編　劇：曾莉婷
- 製作人：黃志明、鈕承澤
- 攝影師：李　鳴
- 燈光師：周志信
- 美　術：陳澍宇
- 剪　接：吳寶玉
- 音　樂：梁正群

### 午熱（）[3]
- 演員：

莫子儀 飾 Micheal
王湘涵 飾 Sharon
應蔚民 飾 男房務
周姮吟 飾 女房務
- 監　製：林靖傑
- 導　演：許榕容
- 編　劇：許榕容、林靖傑
- 製　片：林家福
- 攝　影：傅士英
- 燈　光：謝松銘
- 美　術：黃佩坤
- 錄　音：高士文
- 剪接顧問：陳曉東
- 剪　接：鄭志良
- 混　音：曹源峰
- 音　效：胡定一、簡豐書
- 配　樂：李宜蒼

### 舊．情人（Save the Lover）[4]
- 演員：

吳慷仁 飾 菜鳥小弟
許瑋甯 飾 女人
蘇炳憲 飾 黑道老大
- 編　劇：董家莒、程孝澤
- 導　演：程孝澤
- 副　導：劉權慧
- 製　片：張鳳美、柯俋森
- 後製導演：劉權慧
- 攝影師：包軒鳴
- 101空鏡攝影：周宜賢
- 燈光師：朱鏡偉
- 美　術：劉怡如
- 音樂總監：鄭偉
- 音　樂：Remi Dapere
- 混　音：高偉晏
- 音　效：胡定一
- 剪接師：賴慧娟、陳建志

### 煙（）[5]
- 演員：

陳慕義 飾 父親
瑪　靡 飾 女兒
- 編劇／導演／剪接：李啟源
- 攝　影：韓允中
- 音　樂：半野喜弘
- 製　片：簡麗芬
- 攝影師／燈光師：韓允中
- 聲音剪接／混音：鄭旭紙

### 走夢人（Dream Walker）[6]
- 演員：

高英軒 飾 小高
曾漢宇 飾 小眯
姚安琪 飾 老師
- 編劇／導演／剪接：陳映蓉
- 攝　影：周宜賢
- 第二攝影：倪　彬
- 製　片：李耀華
- 副導演：郝芳葳
- 燈　光：廖文松、李仕俊
- 美　術：黃穎之
- 音　樂：張智惠

### 末班車（Owl Service）[7]
- 演員：

蔡皆得 飾 父親
沈佳穎 飾 女兒
- 製作人：黃黎明
- 編劇／導演：安哲毅
- 副導演：廖士涵
- 美術道具：黃明仁
- 造　型：潘倫琳
- 服　裝：邱詩育
- 攝　影：周以文
- 剪　接：雷震卿
- 聲音設計：曹源峰
- 聲音剪接：高偉晏
- 音　樂：蔡曜任
- 動畫指導：魏子彬
- 動　畫：葉雨涵

### 自轉（）[8]
- 演員：

蔡明亮 飾 阿亮
陸弈靜 飾 陸弈靜
- 製作人：黃黎明
- 導　演：李康生
- 製　片：蔡明亮、王琮
- 編　劇：李康生、江秉憲
- 攝影師：廖本榕
- 美術指導：蔡明亮
- 服裝梳化：李采玲
- 道　具：李啟光、陳俊宇
- 燈光組：呂慶鑫、林伯昌、陳偉森
- 錄音組：羅頌策、高偉晏
- 剪接師：李彰賢、陳健平
- 混音師：曹源峰

《輓歌》影像畫面：
- 編舞：林懷民
- 攝影：杜可風
- 演出：羅曼菲

## 影展
- 2009年保加利亞金櫃獎國際電視節
- 2009年6月30日：第11屆台北電影節[[[Wikipedia:格式手册/链接#章節|錨點失效]]][9]
- 2009年10月9日：韓國第14屆釜山國際影展
- 2009年10月79日：日本第22屆東京國際影展

## 獎項
- 2009韓國首爾戲劇獎最佳戲劇節目
- 2009金鐘獎迷你劇集獎提名

## 外部連結
- 《台北異想》公共電視網頁 （页面存档备份，存于）
- 互联网电影数据库（IMDb）上《台北異想》的资料（英文）
- 豆瓣电影上《台北異想》的資料 （简体中文）
- 開眼電影網上《台北異想》的資料（繁體中文）

| 公視主頻 週日22:00~23:30    | 公視主頻 週日22:00~23:30 | 公視主頻 週日22:00~23:30 |
| --------------------------- | ------------------------ | ------------------------ |
|                             | 台北異想 （2009.02.22）  |                          |
| 遺落的玻璃珠 （2009.02.15） | （2009.02.29）           |                          |